# Auvernier
Auvernier was een gemeente en is een plaats in het Zwitserse kanton Neuchâtel en maakt deel uit van het district Boudry.
Auvernier telt 1546 inwoners In 2013 is de gemeente gefuseerd met de gemeenten Bôle en Colombier tot de nieuwe gemeente Milvignes.

## Geboren
- Henriette L'Hardy (1768-1808), hofdame en schrijfster